# Sapintus pusillus
Sapintus pusillus is een keversoort uit de familie snoerhalskevers (Anthicidae). De wetenschappelijke naam van de soort is voor het eerst geldig gepubliceerd in 1848 door LaFerté-Senéctère.